# Antoine Gosset-Grainville
Antoine Gosset-Grainville, né le 17 mars 1966 dans le 15e arrondissement de Paris, est un inspecteur des finances et avocat français.
Associé du cabinet Gide dont il dirige le bureau à Bruxelles (2002-2007), Antoine Gosset-Grainville occupe la fonction de directeur adjoint du cabinet du Premier ministre de François Fillon de 2007 à 2010.
En 2010 il est nommé directeur général adjoint de la Caisse des dépôts et consignations. En 2013, il cofonde le cabinet d’avocats d’affaires BDGS.

## Biographie

### Études
Antoine Gosset-Grainville fait ses études à Paris, au collège et lycée Stanislas. En 1991, il intègre l’École nationale d’administration (ENA) (promotion Léon-Gambetta).

### Carrière
En 1993, à sa sortie de l’ENA, Antoine Gosset-Grainville commence sa carrière à l’Inspection générale des Finances, avant de prendre les fonctions de secrétaire général adjoint du Comité monétaire européen en 1997, puis du comité économique et financier de l’Union européenne à Bruxelles. De 1999 à 2002, il est membre du cabinet de Pascal Lamy, commissaire européen chargé du commerce, comme conseiller pour les affaires économiques, monétaires et industrielles.
Avocat au barreau de Paris, il devient en 2002 associé au cabinet Gide Loyrette Nouel, dont il dirige le bureau de Bruxelles jusqu’en 2007.
Il est de 1995 à 2007 coordinateur de la direction d’études de questions européennes à l’IEP de Paris.
Antoine Gosset-Grainville est appelé comme directeur de cabinet adjoint de Premier ministre François Fillon de 2007 à 2010, période durant laquelle il contribue à la gestion par l'exécutif de la crise financière de 2008.
Proche d'Emmanuel Macron, qu'il rencontre lorsque celui-ci est rapporteur de la commission pour la libération de la croissance française, il propose à François Fillon qu’il le remplace comme directeur adjoint de son cabinet mais Emmanuel Macron décline la proposition.
Il quitte Matignon en mars 2010 pour la Caisse des dépôts et consignations dont il devient directeur général adjoint, chargé du pilotage des finances, de la stratégie, des participations et de l’international jusqu'en 2013. Il s'occupe également de négocier les modalités et les rémunérations de François Fillon dans le cadre de son activité de conseil via la société 2F Conseil.
À la suite de la décision de Nicolas Sarkozy de reporter la nomination du directeur général de la Caisse des dépôts après l’élection présidentielle de 2012, Antoine Gosset-Grainville a assuré la direction générale par intérim de l’institution du 8 mars au 18 juillet 2012,, date de la nomination de Jean-Pierre Jouyet comme directeur général. À ce titre, il a assuré la présidence du conseil d’administration du Fonds stratégique d'investissement (FSI).
En mars 2013, il fonde le cabinet BDGS spécialisé dans les opérations de fusion-acquisitions avec trois associés : Antoine Bonnasse, Youssef Djehane et Jean-Emmanuel Skovron, qui connaît le succès grâce notamment à son réseau dans l'appareil d’État. François Fillon le recommande notamment au dirigeant du géant européen LDC, Didier Lambert.
En six ans (2013-2019), BDGS se classe parmi les cinq premiers cabinets d’avocats d’affaires en France.
Dans son rôle d’associé chez BDGS, Antoine-Gosset Grainville intervient auprès de grandes entreprises comme Engiedans le cadre de l’OPA de Veolia sur Suez, d’Air France KLM pour le compte de l'Agence des Participations de l'État (APE) dans le cadre de la reconstitution de son bilan ou encore auprès des principales banques françaises dans le cadre de leurs contentieux prudentiels européens.
En 2014, son cabinet accueille Emmanuel Macron pendant quelques semaines après son départ du cabinet du président de la République François Hollande : celui-ci sollicite alors des conseils juridiques pour créer une start-up dans le conseil stratégique. En novembre 2014, il est entendu comme témoin dans l’affaire Fillon/Jouyet, affirmant que François Fillon, alors Premier ministre n’a à aucun moment « sollicité la moindre intervention de Jean-Pierre Jouyet » afin d’accélérer les procédures judiciaires contre Nicolas Sarkozy.
Il demeure proche de François Fillon lors de la campagne présidentielle de 2017,. Il indique qu'il aurait « vraisemblablement » été secrétaire général de l'Élysée si François Fillon avait été élu. Alexis Kohler, qui accède à ce poste, lui propose de prendre la direction de la Caisse des dépôts mais il décline.
Après y avoir exercé deux ans le rôle d’administrateur, le 12 mars 2021, Axa annonce qu'il prendra la présidence de son conseil d'administration en avril 2022,. Lors de l'assemblée générale du 28 avril 2022, le conseil d'administration d'AXA décide à l'unanimité de le nommer en qualité de président du conseil d'administration. Il succède ainsi à Denis Duverne.
En janvier 2023, il est missionné par Guillaume Pepy dans le cadre de la restructuration d'Orpea.

### Mandats
- Président du conseil d’administration du Fonds stratégique d'investissement (2013).
- Administrateur indépendant de Fnac Darty et Compagnie des Alpes.
- Membre du conseil d'administration de l'association Le Siècle (2020-2023)[25]
- Président du Conseil d’administration d'AXA depuis Avril 2022[26].

## Distinctions
- Chevalier de la Légion d'honneur (30 mars 2011)[27] Remise par le Premier ministre François Fillon le 16 février 2012.